# TRAK2
TRAK2‏ (Trafficking kinesin protein 2) هوَ بروتين يُشَفر بواسطة جين TRAK2 في الإنسان.